# Vengurla
Vengurla és una ciutat i consell municipal del districte de Sindhudurg a Maharashtra, al sud-est de Ratnagiri. Consta al cens de 2001 amb una població de 12.471 habitants però el 1901 eren 19.018 habitants.
El 1638 els holandeses hi van establir una factoria des de la qual abastien als seus vaixells durant els 8 mesos en què van assetjar Goa. És esmentada el 1660 amb el nom de Mingrela, quan va passar a mans de Sivaji que hi va establir guarnició; una revolta local el 1664 fou ofegada en sang i la ciutat cremada. El 1675 va ser cremada altre cop pels mogols. El 1696 el khemsavant de Savantvadi va assolar el territori i amb l'excusa de visitar al cap de la factoria holandesa, va ocupar i saquejar la factoria. Durant el temps que va pertànyer a Savantvadi, fou saquejada per Angria. Poc abans de 1772 els britànics hi van establir una factoria. Vengurla fou un niu de pirates dins el territori de Savantvadi fins al 1812 en què fou cedit per la rani als britànics. El far fou construït el 1869. La municipalitat fou establerta el 1875.

## Fotos
Es poden veure 36 fotos a la wikipedia anglesa, no utilitzables pels altres projectes.